# Combat Infantryman Badge
De Combat infantryman badge is een militaire onderscheiding die door de Verenigde Staten van Amerika uitgereikt kan worden. Deze badge is bedoeld voor voetsoldaten en soldaten die tot een elite-eenheid behoren maar enkel voor de rang van Kolonel of lager. De badge wordt uitgereikt  aan soldaten die zelf op het slagveld hebben gestaan en die functie van infantry, ranger of special forces uitvoerden; dit vanaf 6 december 1941.
Een variant op de Combat Infantryman Badge is de Expert Infantryman Badge (EIB). Deze badge werd op hetzelfde moment gecreëerd tijdens de Tweede Wereldoorlog. Dit om het moraal en status van de voetsoldaten te verhogen.
De Combat Infantryman Badge is zo belangrijk omdat de offers van het voetvolk naar voor gebracht worden en het voetvolk krijgt enorm veel respect omdat zij diegene zijn die het meeste kans lopen om gewond te raken op het slagveld.

## Geschiedenis
Nadat de Verenigde Staten van Amerika in 1941 de oorlog verklaard hadden, had het Departement voor Oorlog moeilijkheden om mensen te rekruteren. Dit omdat het geweten was dat het voetvolk het grootste risico liep om te sterven of gewond te raken. Ook kregen ze vaak te kampen met slechte omstandigheden en weinig erkenning voor hun afzien. 
Op 27 oktober 1943, presenteerde het Departement voor Oorlog de nieuwe badges. De Combat Infantryman Badge (CIB) en de Expert Infantryman Badge (EIB).
De Combat Infantryman Badge is de hoogste onderscheiding die een soldaat kan krijgen, hij of zij ontvangt tevens ook een maandelijks toelage van 10 dollar extra bovenop zijn maandloon.

## Voorwaarden voor uitreiking
Om in aanmerking te komen voor de CIB moet de soldaat aan enkele kenmerken voldoen.
1. Je moet een voetsoldaat zijn die uitsluitend taken volbrengt die bestemd zijn voor de voetsoldaten.
2. Lid zijn van een infanterie-eenheid wanneer deze wordt opgeroepen om deel te nemen aan  een veldslag.
3. Actief deelnemen aan veldslagen als voetsoldaat.